# Фенино (Раменский район)
Фе́нино — деревня в Раменском муниципальном районе Московской области. Входит в состав сельского поселения Гжельское. Население — 404 чел. (2010).

## География
Деревня Фенино расположена в северо-восточной части Раменского района, примерно в 9 км к востоку от города Раменское. Высота над уровнем моря 127 м. Рядом с деревней протекает река Гжелка. В деревне 6 улиц. Ближайший населённый пункт — деревня Глебово.

## История
В 1926 году деревня являлась центром Фенинского сельсовета Гжельской волости Бронницкого уезда Московской губернии.
С 1929 года — населённый пункт в составе Раменского района Московского округа Московской области.
До муниципальной реформы 2006 года деревня входила в состав Гжельского сельского округа Раменского района.

## Население
| 1926 | 2002 | 2010 |
| ---- | ---- | ---- |
| 898  | ↘371 | ↗404 |

В 1926 году в деревне проживало 898 человек (412 мужчин, 486 женщин), насчитывалось 162 хозяйства, из которых 158 было крестьянских. По переписи 2002 года — 371 человек (161 мужчина, 210 женщин).